# Río Carampangue
Río Carampangue är ett vattendrag  i Chile.   Det ligger i regionen Región del Biobío, i den södra delen av landet, 500 km sydväst om huvudstaden Santiago de Chile.
Omgivningen kring  Río Carampangue är ganska glesbefolkat, med 38 invånare per kvadratkilometer.